# Perdrix choukar
Alectoris chukar
Espèce
Statut de conservation UICN

 LC  : Préoccupation mineure
La Perdrix choukar (Alectoris chukar) est une espèce d'oiseaux appartenant à la famille des Phasianidae.
C'est une espèce eurasiatique qui peut localement être menacée par la chasse, mais aussi par l'agriculture intensive (perte d'habitats et exposition aux pesticides), par l'artificialisation de ses habitats et par le saturnisme aviaire (à la suite de l'ingestion de grenaille de plomb dispersée dans l'environnement par les tirs effectués par des chasseurs utilisant des cartouches à munitions de plomb, ou à proximité de sites de ball-trap).

## Description

### Mensurations
Les mâles mesurent presque 40 cm de long pour une envergure modeste (une cinquantaine de centimètres). Leur poids varie de 450 à 800 g. Les femelles sont en moyenne plus petites.

### Plumage
Mâles et femelles ont des plumages très similaires. La nuque, le dos et le dessus des ailes est gris à gris-brun, avec les rectrices externes brunes. Le ventre est chamois, les flancs présentent des rayures blanches et noires parfois tachées de gris et/ou de chamois. La gorge est blanche, tandis que le bec, le pourtour des yeux et les pattes sont de rose à rouge. Une large barre noire part de la base supérieure du bec, englobe l'œil et va jusqu'aux tempes, ou elle rejoint un collier noire qui passe sous la mandibule.

### Espèces similaires
La perdrix choukar ressemble fortement à la Perdrix bartavelle

## Répartition et habitat

### Répartition
L’aire de répartition de la perdrix choukar est très étendue, du sud-est de la Bulgarie et de la Turquie à l’ouest jusqu’à la mer de Chine à l’est, du sud de la Russie au nord au sud du détroit d’Ormuz et à l’Inde au sud. Une population isolée a récemment été trouvée à l’extrémité nord-ouest de l’Arabie saoudite (Yahya 2000).

### Habitat
La perdrix choukar a une préférence pour les milieux semi-arides à végétation éparse. On la trouve du niveau de la mer à des altitudes moyennes, bien que des observations aient été faites jusqu’à 4000m dans l’ouest de l’Himalaya (Madge & McGowan 2002).

## Comportement social
La perdrix choukar ne craint pas le voisinage de l’homme. On la rencontre par groupes de deux à 14 oiseaux, dans les champs cultivés, près des villages, toujours non loin des fermes et des points d’eau. Les groupes peuvent être beaucoup plus importants en fin d’été après la saison de reproduction, comptant parfois plus de 50 oiseaux, surtout des jeunes. En hiver les perdrix choukar descendent à plus basse altitude et peuvent alors former des rassemblements considérables de plusieurs centaines d’individus (Madge & McGowan 2002).

### Vocalisations
Le répertoire vocal est très similaire à celui de la perdrix rouge.  Le cri territorial, poussé le matin et le soir, est guttural, presque désagréable : chak-chak-chak-chakchoukar-chakchoukar-chakchoukar. Le cri poussé à l’envol est caractéristique kiritchou-kiritchou-kiritchou.

## Reproduction

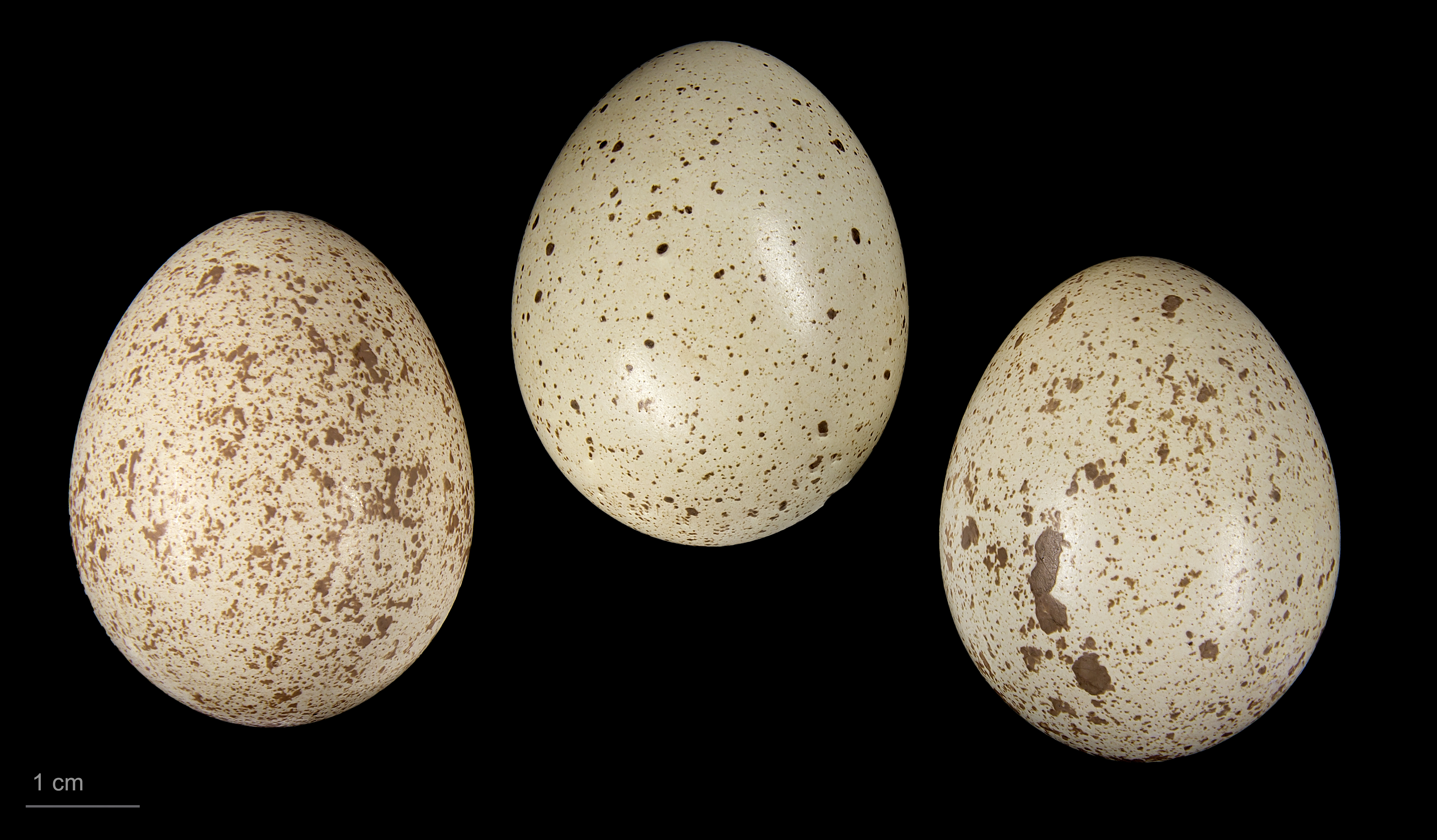
Œufs dAlectoris chukar - Muséum de Toulouse

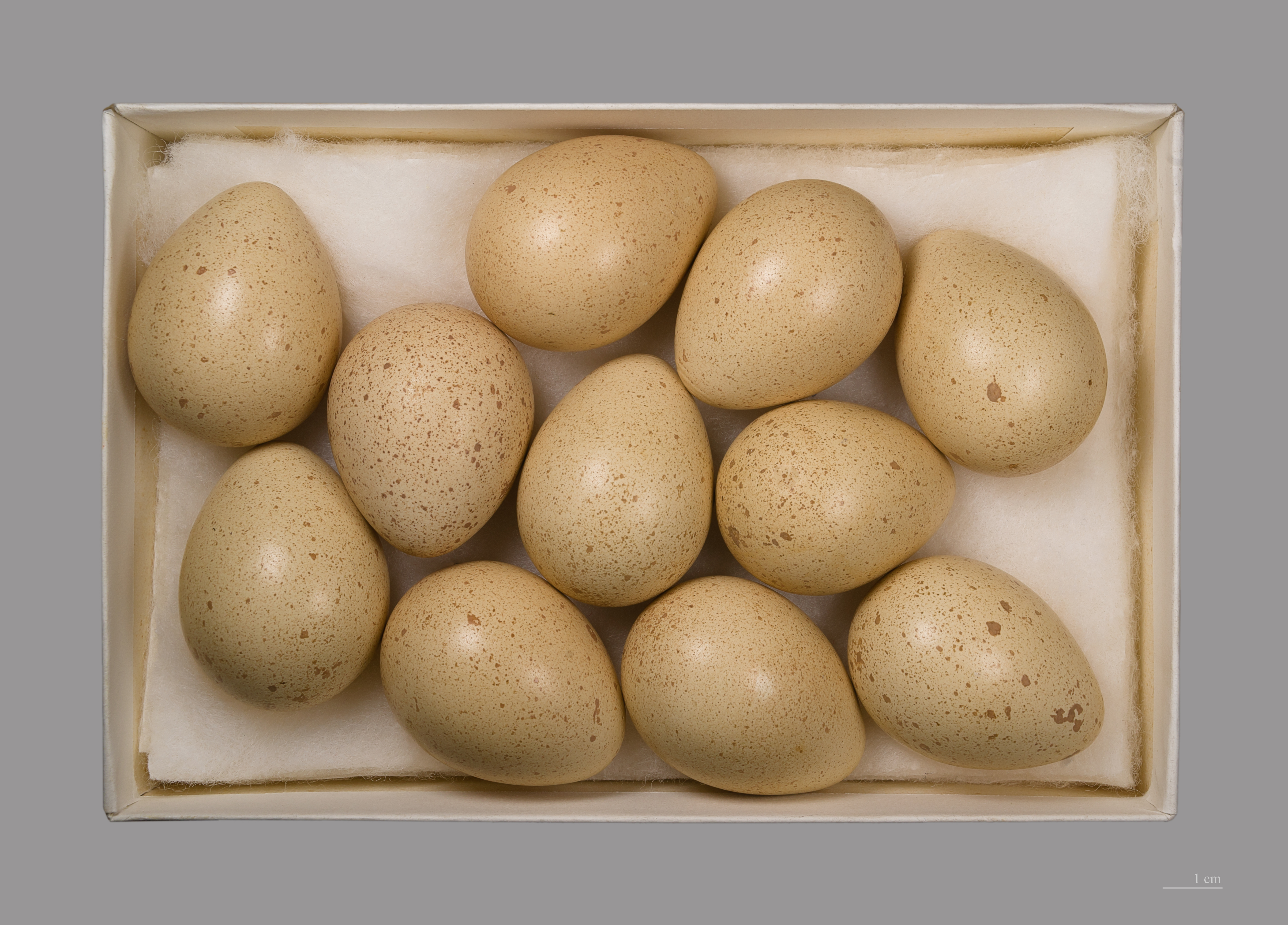
Œufs d Alectoris chukar falki - Muséum de Toulouse

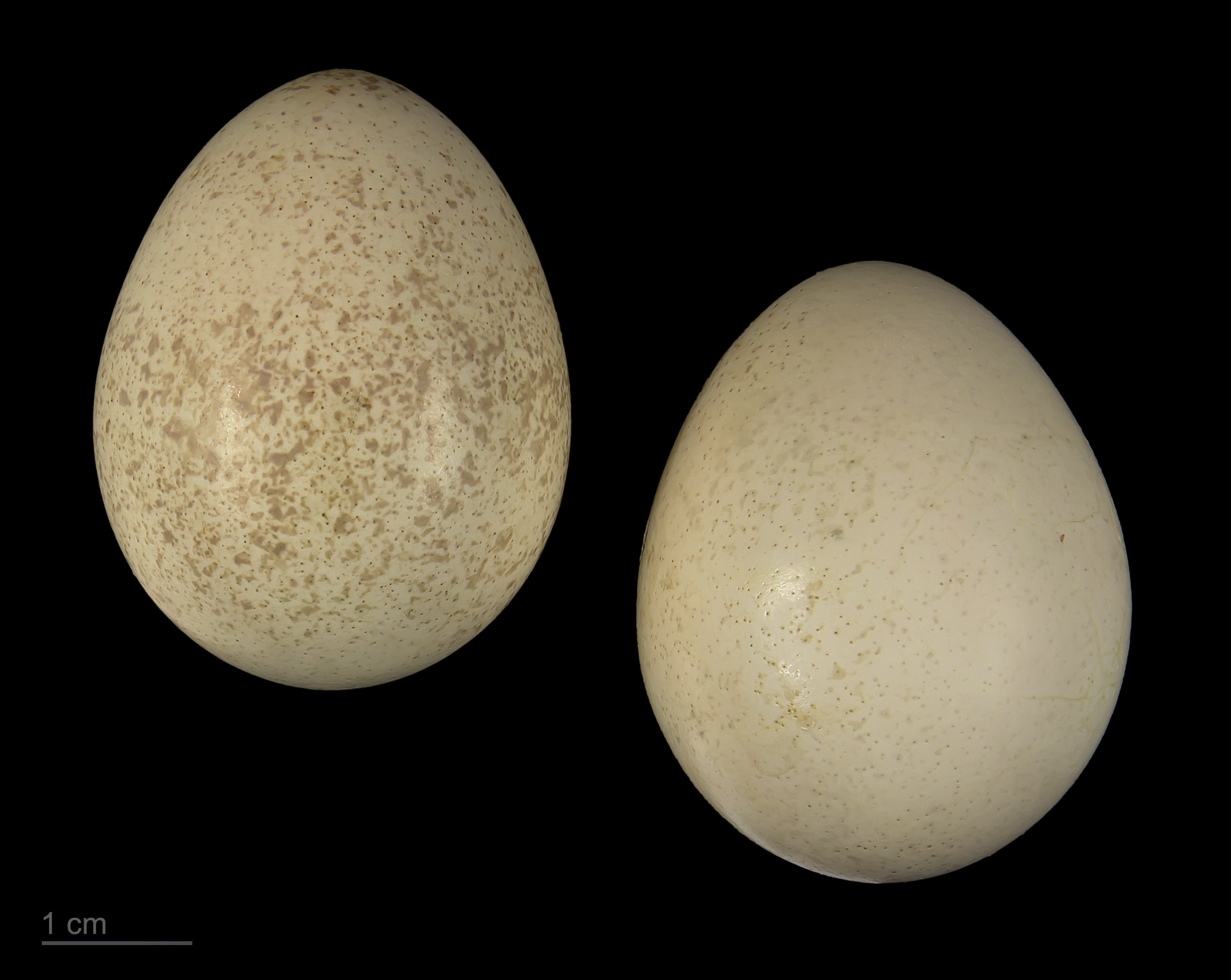
Œuf de Alectoris chukar cypriotes - Muséum de Toulouse

La  perdrix choukar est monogame bien que des cas de bigamie aient été observés. A la saison de reproduction, les mâles deviennent agressifs envers leurs rivaux, et même batailleurs. En Afghanistan et au Pakistan, il est d’ailleurs courant de les capturer pour organiser des combats de coqs. Le nid est une simple cuvette creusée dans le sol, placée sous un buisson ou dans l’herbe épaisse. Il est construit par le mâle après un cérémonial consistant en simulacre de grattage du sol et apports de matériaux qu’il entasse (Madge & McGowan 2002).

## Systématique
L'espèce Alectoris chukar a été décrite par le zoologiste britannique John Edward Gray en 1830, sous le nom initial de Perdix Chukar.

### Synonymie
- Perdix Chukar J.E. Gray, 1830 (Protonyme)

### Sous-espèces
Selon Catalogue of Life (17 mars 2013) et Alan P. Peterson , cet oiseau est représenté par 14 sous-espèces :
- Alectoris chuka chukar (Gray,1830), forme nominative se rencontre de l’est de l’Afghanistan au Népal.
- Alectoris chuka kleini  Hartert, 1925, vit dans le sud-est de la Bulgarie, le nord-est de la Grèce, les îles du nord de la mer Egée, le nord de la Turquie et le Caucase.
- Alectoris chuka cypriotes Hartert, 1917, est une forme  du sud de la Turquie, de Chypre, de Crête et de Rhodes.
- Alectoris chuka sinaica (Bonaparte, 1858), se rencontre en Syrie, Israël, Jordanie et nord-ouest de l’Arabie saoudite.
- Alectoris chuka kurdestanica Meinertzhagen, 1923, vit dans l’est de la Turquie, dans le sud-Caucase, dans le nord de l’Irak, dans le nord et l’ouest de l’Iran.
- Alectoris chuka werae (Zarudny & Loudon, 1904) a été décrite du nord de l’Irak et du sud-ouest de l’Iran.
- Alectoris chuka koroviakovi (Zarudny, 1914) se rencontre dans l’est de l’Iran, l’ouest et le sud de l’Afghanistan, l’ouest du Pakistan, le Turkmenistan et le sud-ouest du Kazakhstan.
- Alectoris chuka subpallida (Zarudny, 1914) est une sous-espèce de l’Ouzbekistan, du sud-est du Kazakhstan et du sud-ouest du Tajikistan.
- Alectoris chuka falki  Hartert, 1917, vit  dans le nord de l’Afghanistan, dans le sud de l’Ouzbekistan, le sud-est du Tajikistan, l’extrême sud du Kazakhstan, jusqu’à la frontière chinoise.
- Alectoris chuka dzungarica  Sushkin, 1927, se rencontre dans les monts Altaï (Russie), l’ouest de la Mongolie, le nord-est du Kazakhstan et à l’extrême ouest de la Chine.
- Alectoris chuka pallescens (Hume, 1873), est la forme du Pakistan et du nord-est de l’Afghanistan jusqu’au Ladakh (Inde).
- Alectoris chuka pallida  (Hume, 1873), vit  dans l’extrême nord de la Chine. Cette sous-espèce est jaune sable, avec des nuances vert-olive sur le bas du dos.
- Alectoris chuka potanini, Sushkin, 1927, est une sous-espèce de Mongolie et de Chine dans le nord de Ganzu.
- Alectoris chuka pubescens (Swinhoe, 1871) se rencontre dans le centre et le nord de la Chine.

## La Perdrix choukar et l'homme

### Statut, conservation
Bien que largement répartie, la perdrix choukar a une densité de population très variable, dépendant essentiellement du dérangement qu’elle subit et de la chasse qui lui est faite. Dans l’Himalaya, au Garhwal (Inde), la chasse constitue une menace mais le dérangement aussi (pâturage du bétail), de même que le ramassage des œufs, les incendies en saison de reproduction, la destruction de l’habitat par changement des pratiques agricoles (Hennache & Ottaviani 2011).